# José Felipe da Silva
José Felipe da Silva foi um político brasileiro do estado de Minas Gerais.
Atuou como deputado estadual em Minas Gerais na 2ª Legislatura (1951 - 1955) pelo PR, substituindo alguns deputados afastados.